# ۶۵۱ (پیش از میلاد)
۶۵۱ (پیش از میلاد) ۶۵۱مین سال قبل از تقویم میلادی است.